# هاینو هانسن
هاینو هانسن (دانمارکی: Heino Hansen؛ زادهٔ ۲۴ سپتامبر ۱۹۴۷) بازیکن فوتبال اهل دانمارک بود.
از باشگاه‌هایی که در آن بازی کرده‌است می‌توان به باشگاه ورزشی پروسیا مونستر و باشگاه فوتبال سن پائولی اشاره کرد.
وی همچنین در تیم ملی فوتبال دانمارک بازی کرده‌است.